# Nokian Tyres
Nokian Tyres, qui utilise le nom de Nokian Renkaat en Finlande, est une entreprise finlandaise. C'est le plus important fabricant de pneumatiques des pays nordiques.

## Histoire
L'entreprise était à l'origine une des activités du conglomérat Nokia, qui s'est séparé de son importante activité de transformation du caoutchouc en 1988 pour se recentrer progressivement sur la téléphonie et les réseaux. Aujourd'hui, les deux entreprises sont totalement séparées. Nokian Renkaat commercialise des pneus pour tous types de véhicules, dans les pays nordiques et en Russie où le groupe connaît un très fort développement.